# 比倫附近上維爾

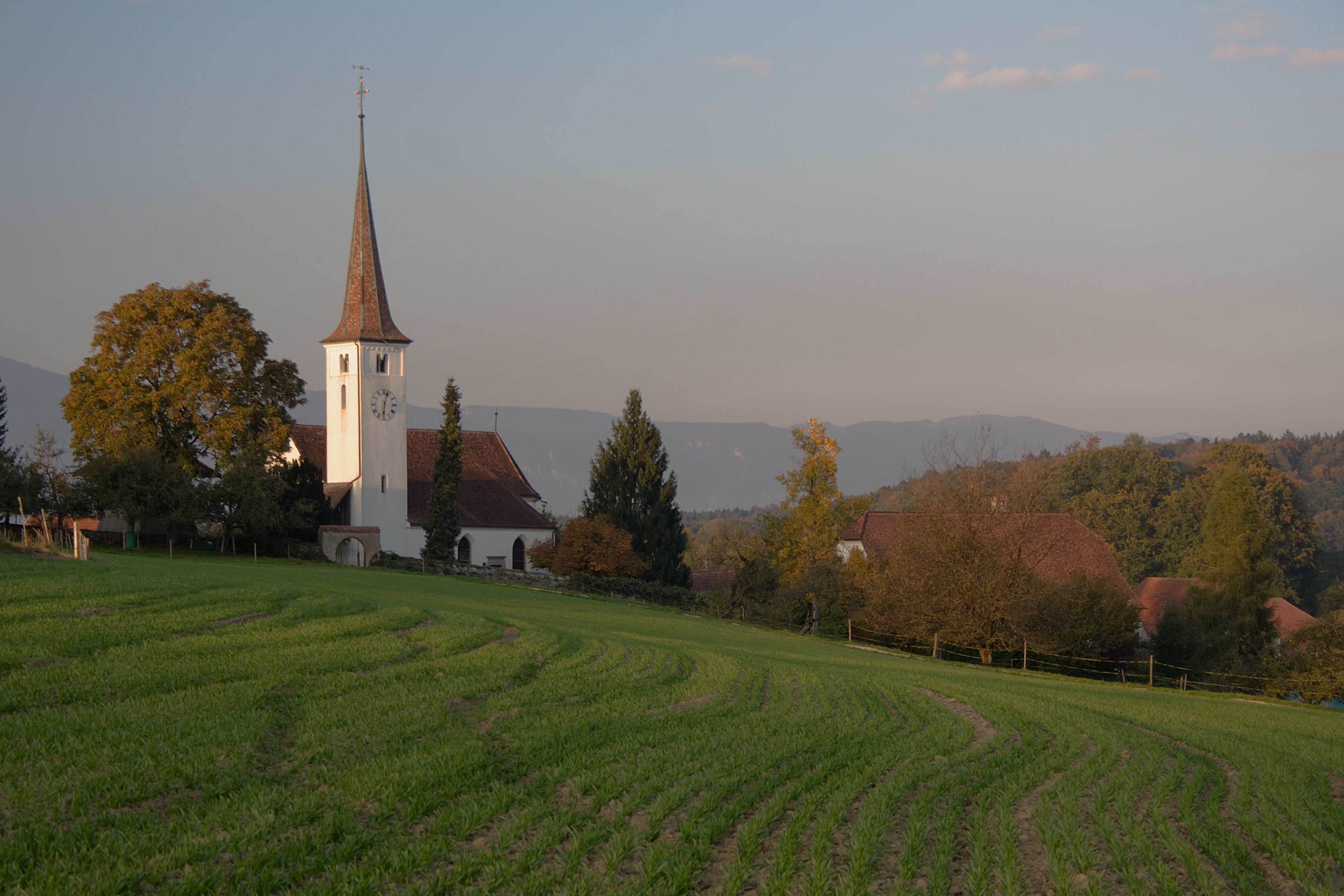

比倫附近上維爾是瑞士的城鎮，位於該國中西部，由伯恩州負責管轄，面積6.72平方公里，海拔高度488米，2011年人口822，八成半人口信奉基督教，人口密度每平方公里122人。

## 外部連結
- Einwohnergemeinde Oberwil b. Büren （页面存档备份，存于） （德文）—Official site
- Burgergemeinde Oberwil （德文）